# Romanovce
Romanovce (serbiska: Romanovac, makedonska: Романовце) är en ort i Nordmakedonien. Den ligger i kommunen Kumanovo, i den centrala delen av landet, 24 kilometer nordost om huvudstaden Skopje. Romanovce ligger 410 meter över havet och antalet invånare är 2 492.